# Danielle Souza
Danielle Souza (Lages, 2 de enero de 1981) es una modelo Brasilieña de Santa Catarina, popularmente conocida como Mulher Samambaia (Mujer Helecho).

## Formación
Antes de 2003, Danielle vivió en Balneário Camboriú. Ese mismo año, se fue a São Paulo, donde ganó el tradicional concurso “As Felinas” (Las Gatas), y poco después fue invitado a posar para la Playboy de noviembre de 2003 en el que se sentó con Antonela Avellaneda, quien participó en la Big Brother Brasil 4.
Danielle fue invitada por el exdirector de la Pânico na TV para grabar un programa piloto, que ya se estrenó la semana siguiente. Ha trabajado en el "Pânico na TV" como "Helecho Mujer", y además de ser un asistente de escenario, también participó en algunos cuadros del programa. 
Danielle hizo una sesión fotográfica para la revista de nuevo Sexy en diciembre de 2004, ya con una reputación para la Mujer Fern. Una vez más posó desnuda para la revista Sexy en agosto de 2007. Las fotos fueron tomadas en Bonito, Mato Grosso do Sul.
Danielle es el estudio de Design de Interiores y desea especializarse en la decoración y jardinería.
En el carnaval de 2009 participaron en el desfile de la GRES Aliança como de la batería de Musa.
Participó en el programa realidad de Rede Record, A Fazenda.